# Paolo di Santa María
Paolo di Santa María, già Schlomo ben Jitzchaq ha-Levi (שלמה הלוי מבורגוס) (Burgos, 1350 circa – Burgos, 30 agosto 1435), è stato un rabbino, teologo e vescovo cattolico spagnolo.

## Biografia
Schlomo ben Jitzchaq ha-Levi nacque da un'eminente famiglia di commercianti ebrei e crebbe nella fede ebraica fino a diventare rabbino nella sua città natale. Tra il 1390 e il 1391 lui, i suoi quattro figli, sua figlia e i suoi tre fratelli si convertirono al cattolicesimo. Schlomo fu battezzato con il nome di Pablo García de Santa María (Paolo di Santa María) il 21 luglio 1391.
Dopo aver studiato teologia a Parigi, fu ivi ordinato presbitero e si recò alla corte avignonese dell'antipapa Benedetto XIII. Nel 1401 Enrico III di Castiglia lo propose come vescovo di Cartagena. Come vescovo di Cartagena appartenne al cerchio dei consiglieri che conducevano la reggenza in nome del minorenne Giovanni II di Castiglia, re di Castiglia e León e nel 1407 fu nominato cancelliere di Castiglia dal reggente Ferdinando I d'Aragona.
In quel periodo egli influì, fra l'altro sull'emanazione delle leggi sugli ebrei. Nel 1415 fu trasferito dalla sede episcopale di Cartagena a quella di Burgos, sua città natale, incarico che tenne fino al 1435, quando si dimise lasciando la cattedra episcopale al figlio Alfonso. Alla sua morte fu sepolto nel convento domenicano di San Paolo, da lui fondato, a Burgos.

## Matrimonio e discendenza
Paolo, prima di convertirsi, sposò una donna ebrea, che si convertì al cattolicesimo molti anni dopo il marito. Tra i figli che ebbe la coppia, il primogenito Gonzalo fu vescovo di Girona dal 7 gennaio al 17 giugno del 1419, vescovo di Astorga dal 1419 al 1423, vescovo di Plasencia dal 1423 al 1446 e infine vescovo di Sigüenza dal 1446 al 1448, anno della sua morte. Il terzo figlio, Alfonso de Cartagena gli successe nella cattedra episcopale di Burgos dal 1435 al 1446.

## Relazione con l'ebraismo
Dopo il battesimo Paolo, pur continuando a corrispondere con diversi ebrei, tra i quali Joseph Orabuena, rabbino capo di Navarra e Joshua ibn Vives, divenne un acerrimo nemico del giudaismo. Cercò in tutti i modi, spesso con successo, di convertire i suoi ex correligionari.
Spinto dal suo odio verso il giudaismo talmudico, l'anno prima della sua morte Paolo compose il Dialogus Pauli et Sauli Contra Judæos, sive Scrutinium Scripturarum (Mantova, 1475, Magonza, 1478, Parigi, 1507, 1535, Burgos, 1591), che successivamente fu usato come fonte da Alonso de Espina, Jerónimo de Santa Fe, e altri scrittori spagnoli antiebraici, e da Martin Lutero in Germania per il suo trattato Degli ebrei e delle loro menzogne. Alcuni anni dopo il suo battesimo scrisse le Additiones (che consistono in aggiunte alle Postillae di Niccolò di Lira sulla Bibbia, e furono più volte ristampate), e nella vecchiaia una Historia Universal in versi spagnoli.

## Opere
- Dialogus Pauli et Sauli contra Judæos, sive Scrutinium scripturarum (Mantova, 1475, Magonza, 1478, Parigi, 1507, 1535, Burgos, 1591).
- Additiones alle Postillae di Niccolò di Lira (Norimberga, 1481, 1485, 1487, ecc., Venezia, 1481, 1482, ecc.).

È l'opera che lo rese famoso come esegeta. Le Additiones erano in origine semplici note a margine a un volume delle Postillae litterales di Nicola di Lira che Paolo mandò a suo figlio Alfonso. Dopo la loro pubblicazione il provinciale dei francescani sassoni Matthias Döring pubblicò le sue Replicæ, nelle quali rifiutava aspramente di quasi la metà dei 1.100 suggerimenti e aggiunte fatti da Paolo.
- De nomine divino quæstiones duodecim (Utrecht, 1707). Estratto dalle Additiones alle note al terzo capitolo del Libro dell'Esodo, fu accorpato agli scholia di Johannes Drusius sulla corretta pronuncia del nome di Yahweh.
- (LA)  Biblia: Cum postillis Nicolai de Lyra et expositionibus Guillelmi Britonis in omnes prologos S. Hieronymi et additionibus Pauli Burgensis replicisque Matthiae Doering. - Nürnberg, Anton Koberger, 1485. Edizione digitalizzata dell'Università e Biblioteca di Stato di Düsseldorf